# Mattiastrum modestum
Mattiastrum modestum är en strävbladig växtart som först beskrevs av Pierre Edmond Boissier och Hausskn., och fick sitt nu gällande namn av August Brand. Mattiastrum modestum ingår i släktet Mattiastrum och familjen strävbladiga växter. Inga underarter finns listade i Catalogue of Life.